# Somma Lombardo
Somma Lombardo är en ort och kommun i provinsen Varese i regionen Lombardiet i Italien. Kommunen hade 17 944 invånare (2018).